# Oswald Glaidt
Oswald Glaidt (vers 1480 - 1545) est un prédicateur anabaptiste sabbatiste allemand du XVIe siècle.

## Biographie
Oswald Glaidt est né à Cham, dans le Haut-Palatinat, en Allemagne. Il étudie la théologie et devint moine, probablement franciscain. Vers 1520, il se convertit au luthéranisme qu'il prêche à Leoben, en Styrie, dans le centre de l'Autriche. Chassé d'Autriche en 1525, Glaidt s'établit à Nicolsbourg (ou Mikulov), en Moravie. En juillet 1526, convaincu par la prédication de Balthazar Hubmaïer, il devint anabaptiste. En 1528, il épousa une certaine Katarina, et le couple eut un fils prénommé Théodosius. Prédicateur infatigable, il contribua à convertir à l'anabaptisme la majeure partie de la population de la ville. La Moravie était alors un lieu de refuge pour des milliers d'anabaptistes allemands et slaves. Glait, résolument pacifiste, prit rapidement ses distances avec Hubmaier, ce dernier étant favorable à la prise d'armes en cas de nécessité. Glait de rapprocha de Hans Hut (en) (vers 1490-1527), mais les positions théologiques très hétérodoxes de celui-ci amenèrent Glait, bibliste convaincu, à s'en distancier. 
Le biblisme d'Oswald Glaidt le conduit au sabbatisme, soit l'observance du sabbat du vendredi soir au samedi soir, selon une application littérale du quatrième Commandement. Au début de 1528, Oswald Glait s'établit à Liegnitz, en Silésie, où, avec Andreas Fischer, sabbatiste lui aussi, il prend la direction de la communauté anabaptiste. Au bout d'un an à peine, le réformateur Caspar Schwenckfeld, protecteur des anabaptistes, ayant lui-même été contraint de quitter la ville et de se réfugier à Strasbourg, Oswald Glait et Andreas Fischer fuient Liegnitz, à l'instar, sans doute, d'une bonne partie de leur communauté. Bien qu'il soit probable que des communautés du même type aient existé plus tôt et que le sabbatisme silésien n'ait pas survécu à l'exode de 1529, Liegnitz est considérée comme le berceau de l'anabaptisme sabbatiste. Certaines confessions chrétiennes se réclament toujours du sabbatisme d’Oswald Glaidt: si les plus explicites sur le sujet et les plus anciens sont les Églises baptistes du Septième Jour, on compte également l’Église adventiste du septième jour, l’Église de Dieu (Septième Jour) (s'affirmant héritière de congrégations sabbatistes venues d’Europe : Angleterre, Hollande, Moravie, Hongrie), quelques assemblées mennonites aux États-Unis et de par le monde,.
En 1528, Glaidt écrivit l'ouvrage fondateur de la théologie anabaptiste sabbatiste, Vom Sabbat (Du Sabbat). L'ouvrage est aujourd'hui perdu, mais les principaux arguments de Glaidt en faveur de l'observance littérale du quatrième Commandement et ses bases théologiques et patristiques sont repris très largement par Schwenckfeld, dont l'objectif était de les contrer. Toutefois, la précision des citations faites par Schwenckfeld, même lorsque celui-ci était mis en difficulté par les arguments de Glaidt, et les nombreuses marques de respect de l'adversaire et d'honnêteté intellectuelle que l'on trouve dans toute l'œuvre de Schwenckfeld tendent à prouver la fiabilité de son témoignage. Il est donc possible, à partir des documents laissés par Schwenckfeld, de réconstituer l'essentiel de la théologie de Glaidt. Il en ressort que Glaidt était un bibliste pétri de culture patristique, dont la priorité était de contribuer à la restitution de la doctrine chrétienne originelle, démarche impliquant le rejet des doctrines jugées contraires à l'Écriture et instaurées par le pape Victor et par l'empereur Constantin.
Dans les années 1530, on retrouve Oswald Glaidt à Jamnitz (Sud de Moravie, Tchéquie), où il est l'un des ministres de la communauté anabaptiste inspirée par Jacob Hutter, lequel prônait un anabaptisme biblique et pacifiste radical. Les huttérites n'étant pas sabbatistes, certains auteurs supposent que Glaidt a perdu ses convictions à cet égard.
En 1538, Martin Luther publie Wider die Sabbather (de).
Oswalg Glaidt est arrêté à Vienne et exécuté par noyade dans le Danube, en 1545.
Les mennonites le connaissent aujourd'hui comme l'auteur de plusieurs cantiques.